# Isabel Parra y parte del Grupo de Experimentación Sonora del ICAIC
Isabel Parra y parte del Grupo de Experimentación Sonora del ICAIC es el séptimo álbum de estudio como solista de la cantautora chilena Isabel Parra, hija de Violeta Parra, interpretado junto a parte del Grupo de Experimentación Sonora (GESI) del Instituto Cubano del Arte e Industria Cinematográficos (ICAIC), además de los músicos Silvio Rodríguez, Patricio Castillo, Sergio Vitier y Tita Parra, hija de Isabel.
Fue grabado en La Habana y Santiago de Chile entre octubre de 1971 y octubre de 1972, siendo lanzado en noviembre de 1972 por el sello chileno de la cantautora y de su hermano Ángel, Peña de los Parra, y distribuido por DICAP.
Este disco continúa con el lazo creado por Isabel Parra y los músicos cubanos, que ya se había materializado anteriormente en el disco de Isabel De aquí y de allá de 1971. La mayoría de los temas fueron compuestos por Isabel Parra su madre Violeta y Silvio Rodríguez.

## Lista de canciones
| De aquí |                                                    |                                |          |  |
| N.º     | Título                                             | Música                         | Duración |  |
| 1.      | «Acerca de los padres»                             | Silvio Rodríguez               | 3:42     |  |
| 2.      | «Solitario solo»                                   | V. Parra, A. Zapicán, I. Parra | 2:55     |  |
| 3.      | «Al final de este viaje en la vida»                | Silvio Rodríguez               | 3:21     |  |
| 4.      | «Viven muy felices»                                | Silvio Rodríguez               | 2:15     |  |
| 5.      | «Generaciones»                                     | Silvio Rodríguez               | 3:32     |  |
| 6.      | «Por qué será, Dios del cielo»                     | Violeta Parra                  | 4:24     |  |
| 7.      | «La hormiga vecina» (o «Yo soy la hormiga vecina») | Isabel Parra                   | 3:42     |  |
| 8.      | «Palabras para una canción para Haydée»            | Isabel Parra                   | 4:26     |  |
| 9.      | «La compañera rescatable»                          | Isabel Parra                   | 2:59     |  |
| 10.     | «La lavandera»                                     | Violeta Parra                  | 2:51     |  |
| 11.     | «Que sus ojos, que su pelo, que su amor»           | Isabel Parra                   | 4:04     |  |
| 12.     | «El cantar tiene sentido»                          | tradicional venezolana         | 3:04     |  |
| 41:15   |                                                    |                                |          |  |

## Créditos
Intérpretes
- Isabel Parra
- Grupo de Experimentación Sonora del ICAIC: 2, 6, 9
- Silvio Rodríguez: guitarra en 1, 3, 5 y 12
- Patricio Castillo: guitarra en 4 y 11, flauta en 8 y 11, quena en 11
- Tita Parra: guitarra en 8
- Sergio Vitier: guitarra en 12